# Time Sport
Time Sport International (Eigenschreibweise TIME) ist ein französischer Fahrrad- und Fahrradkomponentenhersteller aus Vaulx-Milieux im Département Isère im Südwesten Frankreichs. Im deutschsprachigen Raum ist Time besonders für sein Pedalsystem Time Atac bekannt. Die Firma war ein Pionier bei der Herstellung der ersten Carbonrahmen.

## Geschichte
Time wurde 1987 von Roland Cattin gegründet und stellte zunächst System-Pedale her. Ziel war ein Pedalsystem zu entwickeln, das es dem Fahrer ermöglicht sehr leicht ein- und auszusteigen und auf seine biomechanischen Gegebenheiten einzugehen. 1993 erweiterte Time seine Produktpalette und begann mit der Fertigung von Rahmen aus Composit Materialien. Dazu wurde das Resin Transfer Molding (RTM) Verfahren (Form des Spritzpressen) genutzt. Die Rahmen und Gabeln werden im eigenen Werk in Vaulx-Milieu in der Nähe von Lyon gefertigt. Auf Spezialmaschinen werden hier Fasern zu nahtlosen Strümpfen verwoben, die dann in die Fertigungsformen eingelegt werden. Anschließend wird das Harz in die geschlossene Form eingespritzt (RTM). Time entwickelte eine flüssige kristalline Polymere, die in ihrem Rahmenbau eingesetzt werden. Time zählt zu den wenigen Rahmenherstellern, die ihre Carbongewebe selbst fertigen und unterscheidet sich damit von den allermeisten anderen Fahrradmarken, die ihre Faserrahmen in Südostasien fertigen lassen.

## Produkte
Time fertigt MTB, Rennrad und Cyclocross-Rahmen aus Carbon und bietet auch Kompletträder an. Die Firma entwickelte einen eigenen Verschluss für Klick-System-Pedale. Die Pedalköper der Time Atac Serie sind aus Komposit-Material und verfügen über gedichteten Lager.